# Отвил Сен Мартен Бидеран
Отвил Сен Мартен Бидеран (фр. Autevielle-Saint-Martin-Bideren) насеље је и општина у југозападној Француској у региону Аквитанија, у департману Атлантски Пиринеји која припада префектури Олорон Сен Мари.
По подацима из 2011. године у општини је живело 192 становника, а густина насељености је износила 32,71 становника/km². Општина се простире на површини од 6 km². Налази се на средњој надморској висини од 65 метара (максималној 197 m, а минималној 37 m).

## Демографија
| 1962. | 1968. | 1975. | 1982. | 1990. | 1999. | 2011. |
| ----- | ----- | ----- | ----- | ----- | ----- | ----- |
| 204   | 177   | 164   | 164   | 205   | 121   | 192   |

График промене броја становника у току последњих година